# Deuxième circonscription de Dunkerque
La deuxième circonscription de Dunkerque était une circonscription législative française que comptait le département du Nord sous la  Troisième République .

## Description géographique et démographique
La deuxième circonscription de Dunkerque était située à la périphérie de l'agglomération dunkerquoise. Située entre la Belgique et le Pas-de-Calais, la circonscription est centrée autour de la ville de Bergues. 
Elle regroupait les divisions administratives suivantes : canton de Bergues, canton de Bourbourg, canton d'Hondschoote et le canton de Wormhout.

## La circonscription de 1876 à 1885

### Historique des députations
| Législature     | Début de mandat  | Fin de mandat    | Député élu        | Parti politique   | Observations                         |
| --------------- | ---------------- | ---------------- | ----------------- | ----------------- | ------------------------------------ |
| 1re législature | 20 février 1876  | 20 juin 1877     | Louis Joos        | Union des Droites |                                      |
| 2e législature  | 14 octobre 1877  | 1er janvier 1880 | Louis Joos        | Union des Droites | Il démissionne pour raison de santé. |
| 2e législature  | 1er janvier 1880 | 27 octobre 1881  | Alphonse Bergerot | Union des Droites |                                      |
| 3e législature  | 21 août 1881     | 9 novembre 1885  | Alphonse Bergerot | Union des Droites |                                      |

## La circonscription de 1889 à 1919

### Historique des députations
| Législature     | Début de mandat   | Fin de mandat    | Député élu        | Parti politique   | Observations                                      |
| --------------- | ----------------- | ---------------- | ----------------- | ----------------- | ------------------------------------------------- |
| 5e législature  | 22 septembre 1889 | 14 octobre 1893  | Alphonse Bergerot | Union des Droites |                                                   |
| 6e législature  | 20 août 1893      | 31 mai 1898      | Henry Cochin      | Droite modérée    |                                                   |
| 7e législature  | 8 mai 1898        | 31 mai 1902      | Henry Cochin      | Droite modérée    |                                                   |
| 8e législature  | 27 avril 1902     | 31 mai 1906      | Henry Cochin      | Action libérale   |                                                   |
| 9e législature  | 6 mai 1906        | 31 mai 1910      | Henry Cochin      | Action libérale   |                                                   |
| 10e législature | 24 avril 1910     | 31 mai 1914      | Henry Cochin      | Action libérale   |                                                   |
| 11e législature | 26 avril 1914     | 31 décembre 1918 | Claude Cochin     | Action libérale   | Décès du député Claude Cochin le 31 décembre 1918 |

## La circonscription de 1928 à 1940

### Historique des députations
| Législature     | Début de mandat | Fin de mandat | Député élu       | Parti politique                    | Observations                                                                                    |
| --------------- | --------------- | ------------- | ---------------- | ---------------------------------- | ----------------------------------------------------------------------------------------------- |
| 14e législature | 29 avril 1928   | 31 mai 1932   | Charles Bergerot | Union républicaine et démocratique |                                                                                                 |
| 15e législature | 8 mai 1932      | 31 mai 1936   | André Parmentier | Fédération républicaine            |                                                                                                 |
| 16e législature | 3 mai 1936      | 31 mai 1942   | André Parmentier | Fédération républicaine            | Un décret de juillet 1939 a prorogé jusqu'au 31 mai 1942 le mandat des députés élus en mai 1936 |